# Manus Boonjumnong
Manut Boonjumnong o también conocido como Manus Boonjumnong (en tailandés: มนัส บุญจำนงค์; rtgs: Manat Bunchamnong) (Provincia de Ratchaburi, Tailandia, 23 de junio de 1980) es un deportista olímpico tailandés que compitió en boxeo, en la categoría de peso superligero y que consiguió la medalla de oro en los Juegos Olímpicos de Atenas 2004 y plata en los Juegos Olímpicos de Pekín 2008.

## Palmarés internacional
| Juegos Olímpicos | Juegos Olímpicos | Juegos Olímpicos | Juegos Olímpicos |
| Año              | Lugar            | Medalla          | Prueba           |
| ---------------- | ---------------- | ---------------- | ---------------- |
| 2004             | Atenas (Grecia)  | Medalla de oro   | Peso superligero |
| 2008             | Pekín (China)    | Medalla de plata | Peso superligero |